# IBPS Manila
La Sociedad Internacional del Progreso Budista de Manila (también conocida como Fo Guang Shan Manila) (en chino tradicional, 菲律賓 馬尼拉 佛光 山) es la rama principal de la Orden Budista Fo Guang Shan afiliada de Taiwán en las Filipinas. Al igual que todos los templos, caminos y organizaciones filiales de Fo Guang Shan, la rama sigue el Budismo humanista, un estilo modernizado de Budista de enseñanza propagado por el Venerable Maestro Hsing Yun, espiritual fundador y maestro de la orden.

## Historia
En 1989, mientras los monjes de la orden Fo Guang Shan predicaban enseñanzas budistas en las islas del sur de Cebu y  Bacolod, recibieron solicitudes de  seguidores laicos en Manila. En noviembre de 1992, la Venerable Yung Guang llevó sus estatuas de los Tres Budas del Tesoro (a saber, Sakyamuni, Amitabha y Bhaisajyaguru) a la famosa Calle Ongpin, en el barrio chino de Manila. . Al principio, el Venerable Yung Guang fundó el pequeño Centro Budista de Manila en un local ofrecido por devotos laicos.
Después de medio año de predicación, el número de seguidores laicos aumentó y el espacio ya no era suficiente para acomodarlos a todos. Habiéndose dado cuenta del gran potencial en la capital de Filipinas, el Venerable Yung Guang invitó al Venerable Tzu Chuang, director del Consejo de Supervisión de Ultramar y bhikkuni senior de la orden Fo Guang Shan, a venir a Manila para inspeccionar un edificio histórico, que era el primero. Embajada de la URSS, y la rebautizó como "Manila Lecture Hall". Esto constituyó una nueva página en la historia de la predicación budista en Filipinas.
Siguiendo los principios rectores establecidos por Fo Guang Shan, el Salón de Conferencias de Manila propagó el Dharma a través de la educación, actividades culturales, programas caritativos y prácticas budistas. Se llevaron a cabo con regularidad actividades como campamentos de verano para jóvenes, campamentos de verano para niños, clases para niños filipinos y conferencias sobre budismo.
Con la ayuda de la comunidad budista local, se llevó a cabo en el Century Park Hotel una exhibición de siete días sobre cientos de estatuas budistas de colecciones privadas. Esta fue una empresa sin precedentes en la historia del budismo en las Filipinas que atrajo a un gran número de budistas y no budistas que llegaron a apreciar el arte budista.
Uno de los programas caritativos de Manila Lecture Hall era ayudar a los filipinos en tiempos de calamidades naturales respetando las religiones y costumbres locales. Por lo tanto, el Salón de Conferencias de Manila se integró constantemente en la sociedad y la cultura de Filipinas. También ha sido invitado regularmente a participar en muchos diálogos interreligiosos y otras actividades. Cientos de estudiantes universitarios que deseaban aprender más sobre el budismo visitan el templo todos los años para participar en diversas conferencias.
A lo largo de los años, los programas culturales, educativos y caritativos organizados por el templo han atraído a un número cada vez mayor de participantes y han recibido el reconocimiento tanto de la comunidad laica como religiosa. En consecuencia, ha cambiado su nombre a I.B.P.S. Manila y se convirtió en la rama principal del Templo Fo Guang Shan en Filipinas. El templo también fue reubicado una vez más en una propiedad al lado de la ubicación anterior en preparación para la construcción del nuevo I.B.P.S. edificio.
Bajo la dirección de su abadesa principal, Venerable Yung Jau, quien ha estado en Filipinas durante doce años, y junto con los venerables y devotos laicos del Templo Chu Un en la ciudad de Cebú, el Templo Yuan Thong en la ciudad de Bacolod y el Iliolo. Fo Guang Vihara, IBPS Manila se comprometió a "sembrar las semillas de la cultura y la educación que ayuden a purificar la mente de las personas en este hermoso archipiélago".